# Florence and the Machine
Florence and the Machine (стилізовано як Florence + the Machine) — англійський інді-рок гурт, заснований Флоренс Велч і Ізабеллою Саммерс 2007 року у Лондоні. Гурт виконує інді-поп композиції з елементами блюзу, соул-музики та готичного року, відомий своїм драматичними та ексцентричними роботами, а також потужними вокальними виступами Велч. Назву гурту нерідко розглядають, як сценічний псевдонім самої Велч.
Колектив випустив 5 студійних альбомів: Lungs (2009), Ceremonials (2011), How Big, How Blue, How Beautiful (2015), High as Hope (2018) і Dance Fever (2022). Їх музика відзначена кількома нагородами від журналів Q і NME, Brit Awards, UK Festival Awards і має 6 номінацій на премію Греммі.

## Історія

### 2007–2008: створення гурту
Флоренс Велч розпочала займатися музикою в одинадцять років. У 18 років вступає в Кембервельському коледжі мистецтв, де співає у двох гуртах: The Fat Kid і Team Perfect, але і в цих складах не знаходить собі постійного місця. У 2007 році Флоренс на вечірці, де діджеєм був її тодішній бойфренд, Мейрід Неш з Queens of Nois, після імпровізованого прослуховування дала згоду стати менеджером співачки. Розпочався пошук творчого партнера. Деякий час на цю роль розглядався Джонні Борелл з Razorlight, але з цього нічого не вийшло. Все змінилося після зустрічі з Ізабеллою Саммерс, хіп-хоп діджєм з Саффолка на прізвисько «Машина», яка мала доступ до лондонських студій. Так у проекту виникла назва: Florence and the Machine.
Перші дві пісні називались «Between Two Lungs» і «Dog Days Are Over», які були написані Флоренс та Ізабеллою. «Спочатку я хотіла писати громоподібний хіп-хоп, але Флоренс повела наш корабель в зовсім іншому напрямі», — згадує Самерс. Записавши демо, дует знайшов продюсера Джеймса Форда, учасника проекту Simian Mobile Disco, відомого по співробітництву з Arctic Monkeys. Форд, записавши чотири трека, зв'язався з Полом Епуортом, який записував Bloc Party, Friendly Fires та інших.
Пол Епуорт розповідає про роботу з Флоренс в студії: «Правду кажучи, в мене було одне бажання: щоб хтось прибив її до місця: вона весь час всюди носилася з ідеєю трибальної поп-пластинки… Але у Флоренс дар вигадниці, а це рідкість. Під час запису „Cosmic Love“ слова прийшли до неї, коли вона лежала на підлозі. А коли Велч все це заспівала, ми в студії просто розплакались. Вона — великий британський ексцентрик, у цьому нема ніяких сумнівів.»
Florence and the Machine дебютували в 2008 році з синглом «Kiss with a Fist», пізніше вийшли «Dog Days are Over», «You've Got the Love» і «Rabbit Heart (Raise It Up)». Останній піднявся до 12 сходинки в UK Singles Chart. Це стало найбільшим досягненням гурту в британському хіт-параді. Важливе значення в сходженні Florence and The Machine зіграло BBC. Саме після появи гурту в програмі BBC Introducing, їх запросили виступити на фестивалях у Гластонбері і Редінгу 2008 року. У тому ж році Флоренс провела спільне турне з MGMT, при тому, обидва гурти дали згоду транспортувати Ніка Велча (згодом його щоденник був опублікований журналом The Lady). У грудні 2008 року Florence and the Machine отримали Brits Award у номінації Critic's Choice (Вибір критиків).

### 2008–2010:Lungs
Дебютний альбом Lungs вийшов 6 липня 2009 року та отримав високу оцінку музичних критиків. Спочатку він піднявся до #2 в UK Album Charts (майже на вершині був зупинений збірником Майкла Джексона), а пізніше очолив чарти. «Lungs, на відміну від багатьох чарттоперів, наповнений агресією та живим макабром», — писав рецензент Q. 21 липня 2009 року Lung був номінований на Mercury Prize 2009 та і букмекерському списку фаворитів розділив перше місце з альбомом Kasabian. Lungs отримав BRIT Award як найкращий альбом року. На церемонії вручення Флоренс виступила в дуеті з репером Дізза Раскалом: вони заспівали її «You've Got the Love» з'єднавши з його «Dirtee Cash». Як написав Q, дует виявився тріумфальним, ознаменувавши незвичайний «союз двох Англій: балакучо-пролетарської, істендовської, та елітарної, на крилах фантазії, літаючої паралельно рівню класики британської літератури». Велч віднеслася до перемоги досить спокійно: «Чудово, звісно, що я перемогла, але я не із тих співачок, якими цікавляться таблоїди. Я занадто смикана, щоб вважатися сексуальною. І я не відвідую всі ці потрібні місця. Єдине, чого я хочу, — це щоб другий альбом виявився кращим за попередній», — заявила вона в одному з інтерв'ю. Дует з Дізза Раскалом піднявся до другого місця у британських списках. Запис виступу дуета, випущений синглом під заголовком «You Got the Dirty Love», піднявся до другої сходинки в Британії.

### 2011–2013:Ceremonials
А 10 квітня 2012 року у продажі з'явилося концертне DVD Florence and the Machine під назвою MTV Unplugged. Одним із найважливіших моментів якого став дует Флоренс Велч та Джоша Хомма з Queens Of The Stone Age. Голоси Джоша Хомма та Флоренс чудово звучать разом, але співачка зізналась, що, обираючи партнера, орієнтувалася більше на його зовнішність, адже вони обоє руді та високі.

### 2014–2016:How Big, How Blue, How Beautiful
У 2015 році гурт Florence and the Machine випустив альбом How Big, How Blue, How Beautiful, що отримав схвальні відгуки критиків.  Зокрема, журналісти музичного порталу Inspired писали: «Нарешті Флоренс Вельш приборкала свою нестримну харизму і представила публіці інтимну інтроспективну роботу How Big. How Blue. How Beautiful. А для її візуалізації ще й зняла короткометражну стрічку „Одісея“, надихаючись творами Данте»

### 2017–2021:High as Hope
29 червня 2018 року вийшов альбом High as Hope.

### 2022–донині:Dance Fever
Під час повномасштабного російського вторгнення в Україну, яке є частиною російсько-української війни, 20 квітня 2022 року Florence and the Machine представили кліп на пісню «Free», знятий у Києві та присвячений українцям. Раніше співачка та лідерка гурту Флоренс Велч у своєму Twitter підтримала українців. У твіті вона дала посилання на свій кліп, який знімали в Києві у 2021-му. Велч розповіла, що дві танцівниці балету, які взяли участь у зйомці, наразі перебувають у бомбосховищах і додала посилання на фонди та організації, через які можна допомогти українцям.

## Склад

### Теперішній склад
- Флоренс Велч — вокал, перкусія
- Ізабелла Саммерс — клавіші, фортепіано, синтезатор, бек-вокал
- Роберт Акройд — соло-гітара
- Том Монґер — арфа, ксилофон, перкусія, бек-вокал
- Сайрус Байандор — бас-гітара
- Аку Оррака-Теттех — перкусія, бек-вокал
- Дионн Дуглас — скрипка, бек-вокал
- Гейзел Міллс — клавішні, бек-вокал
- Лорен Гампфри — ударні

### Колишні учасники
- Марк Саундерс — бас-гітара
- Крістофер Ллойд Гейдон — ударні

## Дискографія

### Альбоми
- 2009: Lungs
- 2011: Ceremonials
- 2015: How Big, How Blue, How Beautiful
- 2018: High as Hope
- 2022: Dance Fever

## Концертні тури
- Lungs Tour (2008—2011)
- Ceremonials Tour (2011—2013)
- How Big, How Blue, How Beautiful Tour (2015—2016)
- High as Hope Tour (2018—2019)
- Dance Fever Tour (2022—2023)